# Wolffs Capoerica
Wolffs Capoerica (ook gespeld Capourica, in Sranantongo: Kapruka) is een voormalige suikerplantage aan de Pericakreek in het stroomgebied van de Commewijne in de kolonie Suriname.

## Plantage
De plantage lag in het afvaren van de Pericakreek aan de linkerzijde, grenzend
stroomopwaarts aan de kostgrond van plantage Nieuw Timotibo en stroomafwaarts aan suikerplantage De Vrede.
In 1835 was de plantage ongeveer 3.000 Surinaamse akkers groot, wat neerkomt op 1.288 hectare. Er werd suikerriet op verbouwd. De plantage had een watergedreven suikermolen.
In 1858 was de eigenaar de familie Reijns, woonachtig in Nederland. Als directeur trad op W.C. Limes. Administrateur in Nederland was Bunge & Comp. Plantageadministrateur in Suriname was H.G. Roux. De plantage telde op dat moment 144 'niet-vrije bewoners' (slaafgemaakten).

## Eigendomssituaties
(naar jaar)
- 1819: J.J.F. de Friderici
- 1834: Boedel J.J.F. de Friderici
- 1837: H.M. Wolff de Friderici, J.F. de Friderici en J.L. de Friderici
- 1858: Bl. C. en E. Reijns
- 1863: Femmetje Reijns, huisvrouw van Jan Platvoet, voor 1/4 deel; zoon Jan Reijns en dochter Anna Reijns, beiden voor 3/8e deel. Deze familie woonde in Goor, Overijssel.

## Emancipatie
Bij de afschaffing van de slavernij in Suriname in 1863 werden op Wolffs Capoerica 139 slaven vrijgemaakt, waarbij 38 nieuwe familienamen werden geboekstaafd, te weten: 
Armenveld, van der Asch, Boerenstam, Dalstomp, Dankerlui, Drakenland, Goedaard, Guston, Hankers, Heiderwet, Hokkenstein, Hordenlei, van Kallen, Koksen, Kommervel, Kookenberg, Krijtburg, Lasthorst, Leefstand, Letterdragt, Loonhuit, Loopstand, Maayen, Martendorp, Myron, Oorzaam, Semmen, Slingerd, Sorgen, Stroomers, Tieffensfrederici, Vaanduim, Vredenhof, Wielburg, Zakkenlaag, Zakkerlaag, Zarkbaars, Zenderkust 